# جزیره موزامبیک
جزیره موزامبیک (پرتغالی: Ilha de Moçambique) واقع در شمال موزامبیک، بین کانال موزامبیک و خلیج موسوریل، و بخشی از استان نامپولا است. پیش از سال ۱۸۹۸، این مرکز پایتخت استعماری موزامبیک پرتغال بود. جزیره موزامبیک با دارا بودن تاریخ غنی و سواحل شنی، یکی از میراث جهانی یونسکو و یکی از مکانهای توریستی با سرعت در حال رشد در موزامبیک است. این جزیزه تقریباً ۱۴۰۰۰ نفر جمعیت دارد و در نزدیکی فرودگاه لومبو در نامپولا واقع است.

## تاریخ
سفال‌های موجود در جزیره موزامبیک نشان می‌دهد که این شهر دیرتر از قرن چهاردهم تأسیس شده‌است. طبق سنت ، جمعیت اصلی اقوام سواحلی از کیلوا کیسیوانی آمده‌است. در سال ۱۵۱۴، دوارته باربوسا خاطرنشان کرد که این شهر دارای جمعیتی مسلمان است و آنها با همان گویش سواحیلی مانند آنگوچه صحبت می‌کنند.

## جاذبه‌ها
از دیگر بناهای قابل توجه در این جزیره می‌توان به کاخ و نمازخانه سائوپائولو اشاره کرد که در سال ۱۶۱۰ به عنوان دانشکده ایزویت ساخته شده و بعداً به عنوان اقامتگاه فرماندار، که اکنون یک موزه است مورد استفاده قرار می‌گیرد.

## نگارخانه

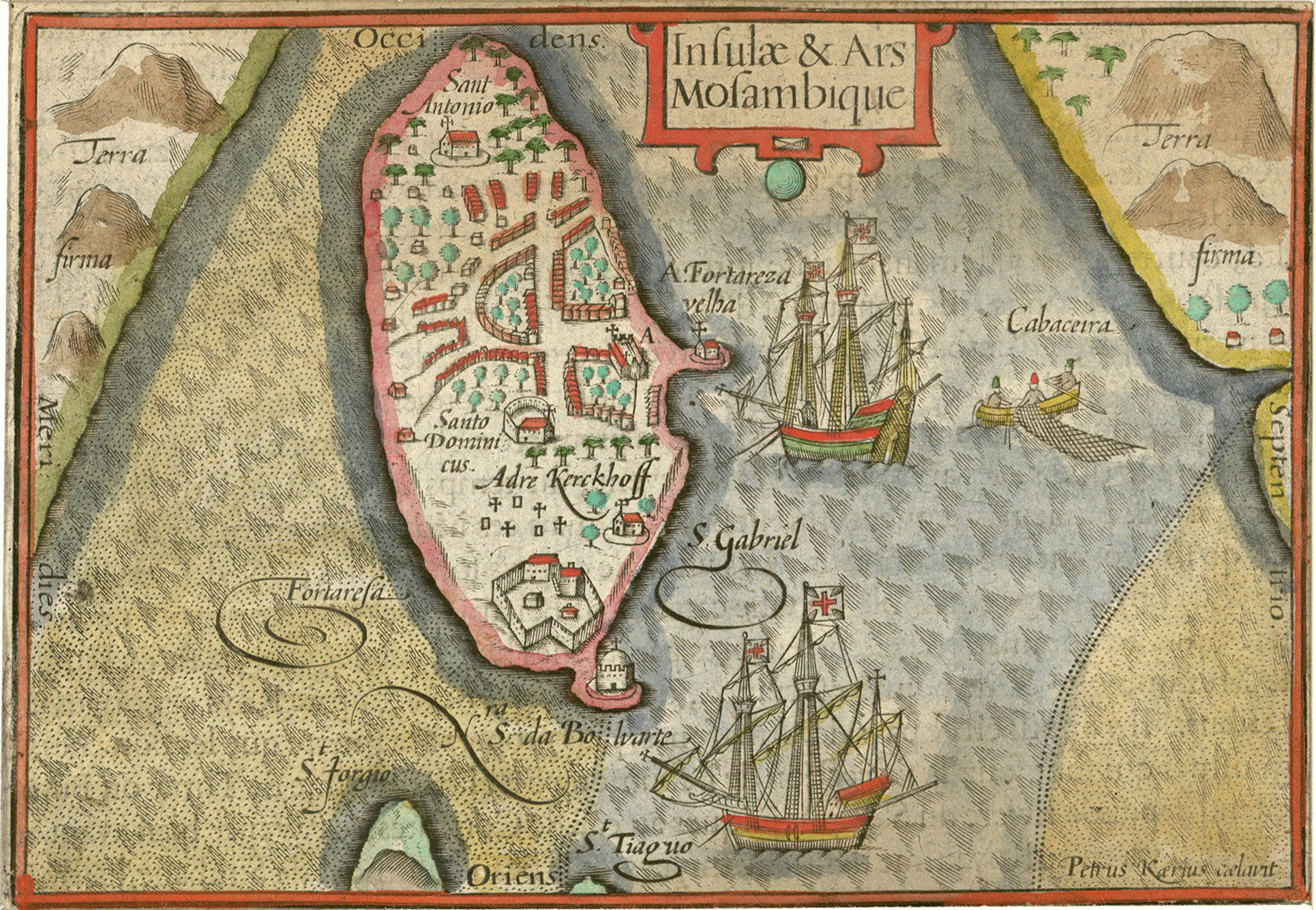
نقشه حکاکی شده توسط پیتر ون دن کیر در سال ۱۵۹۸
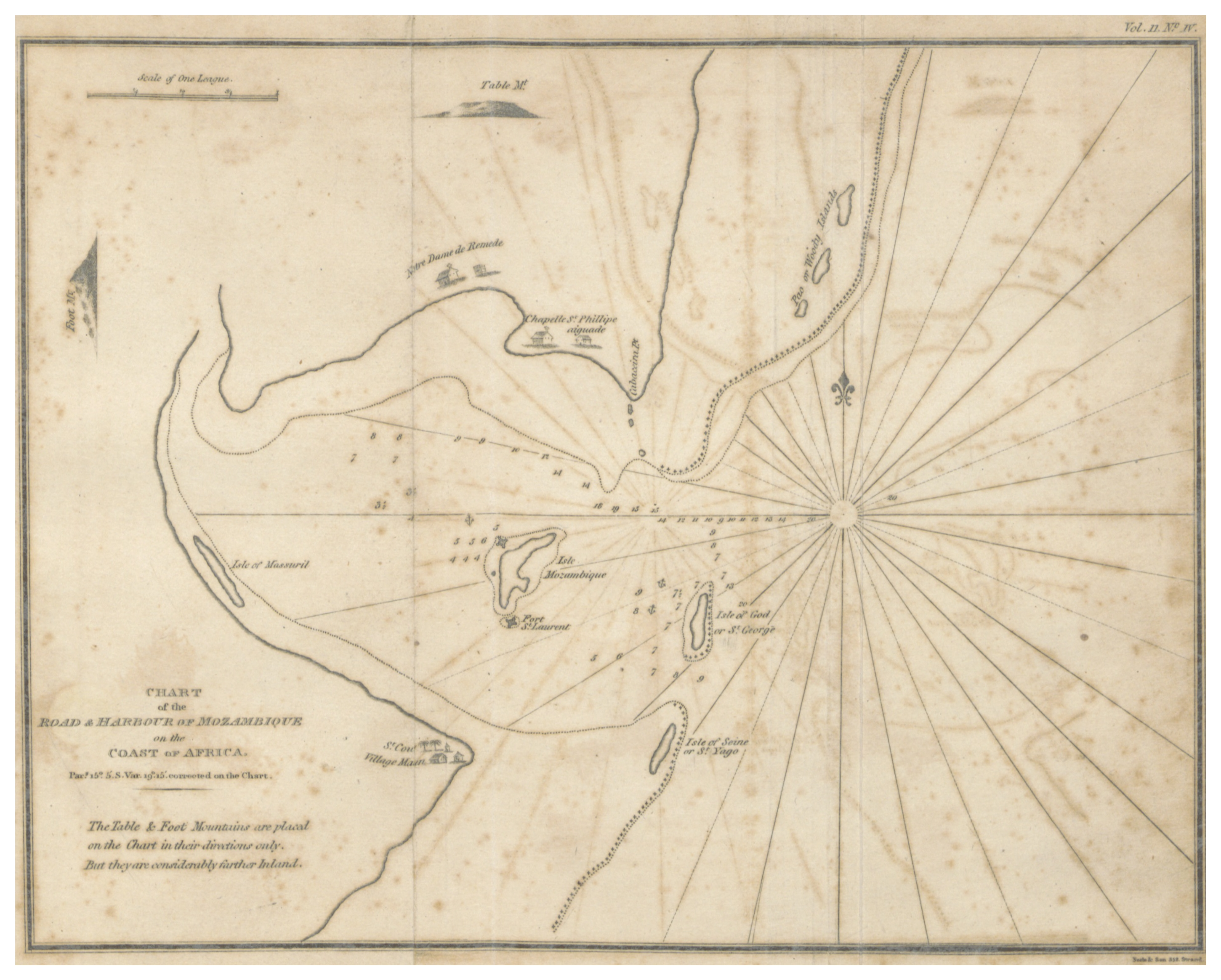
نمودار بندر در سال ۱۸۱۰
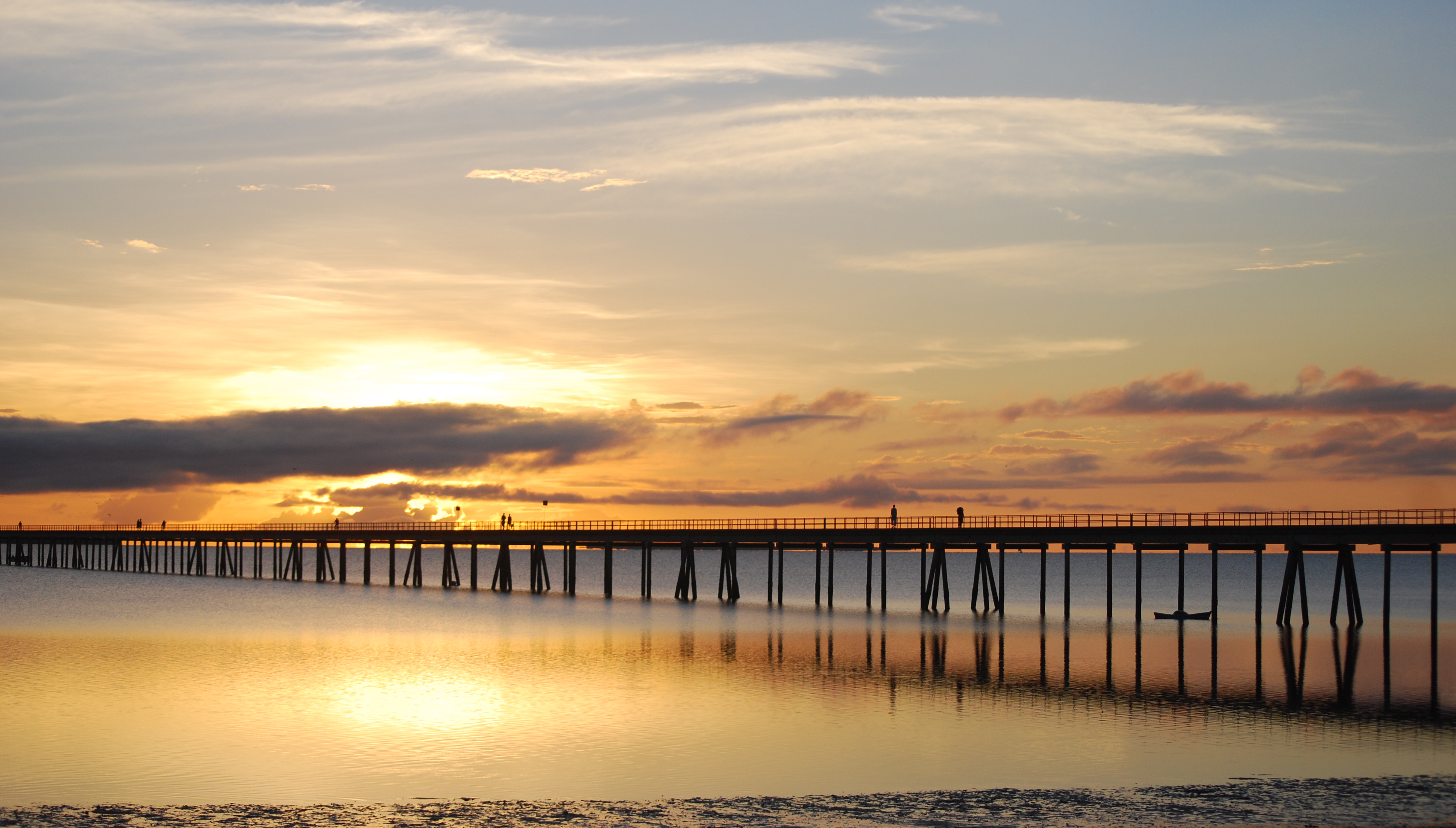
پل جزیره موزامبیک به طول ۳٫۸-کیلومتر-long (۲٫۴-مایل)
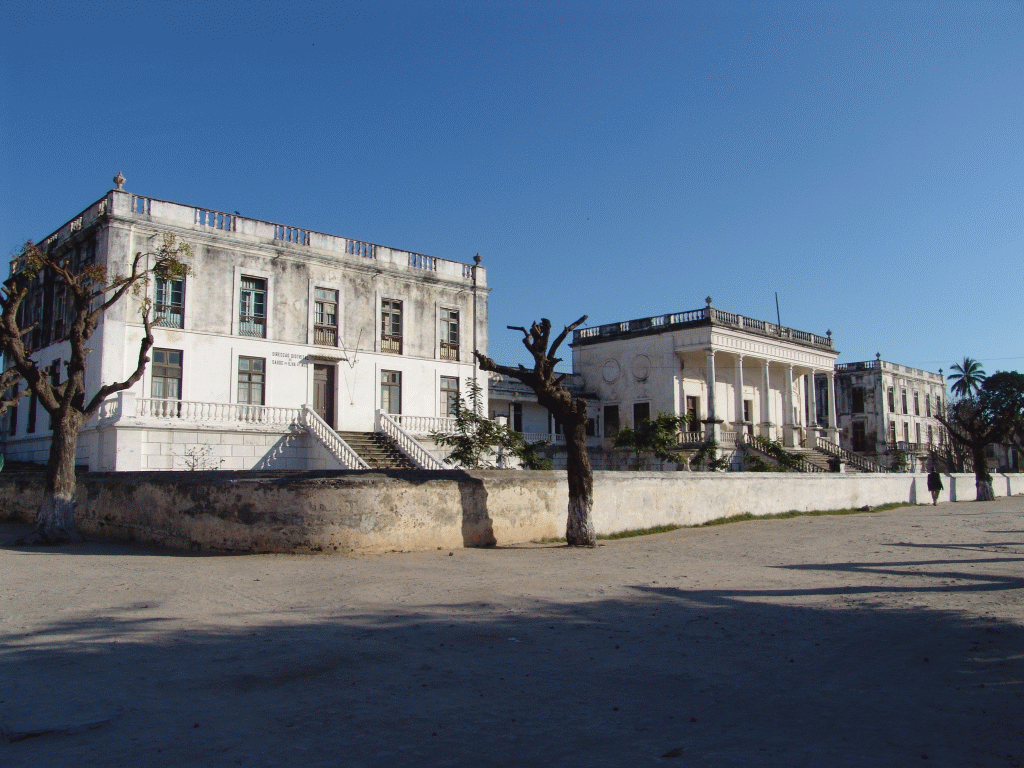
بیمارستان قدیمی
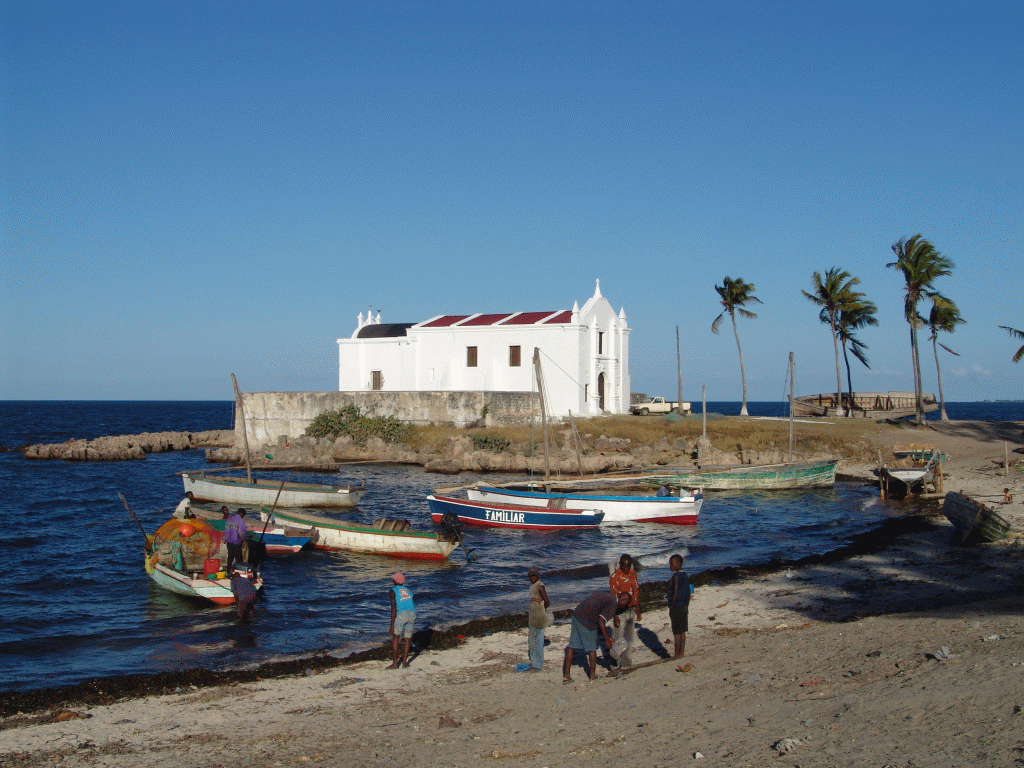
کلیسای سانتو آنتونیو
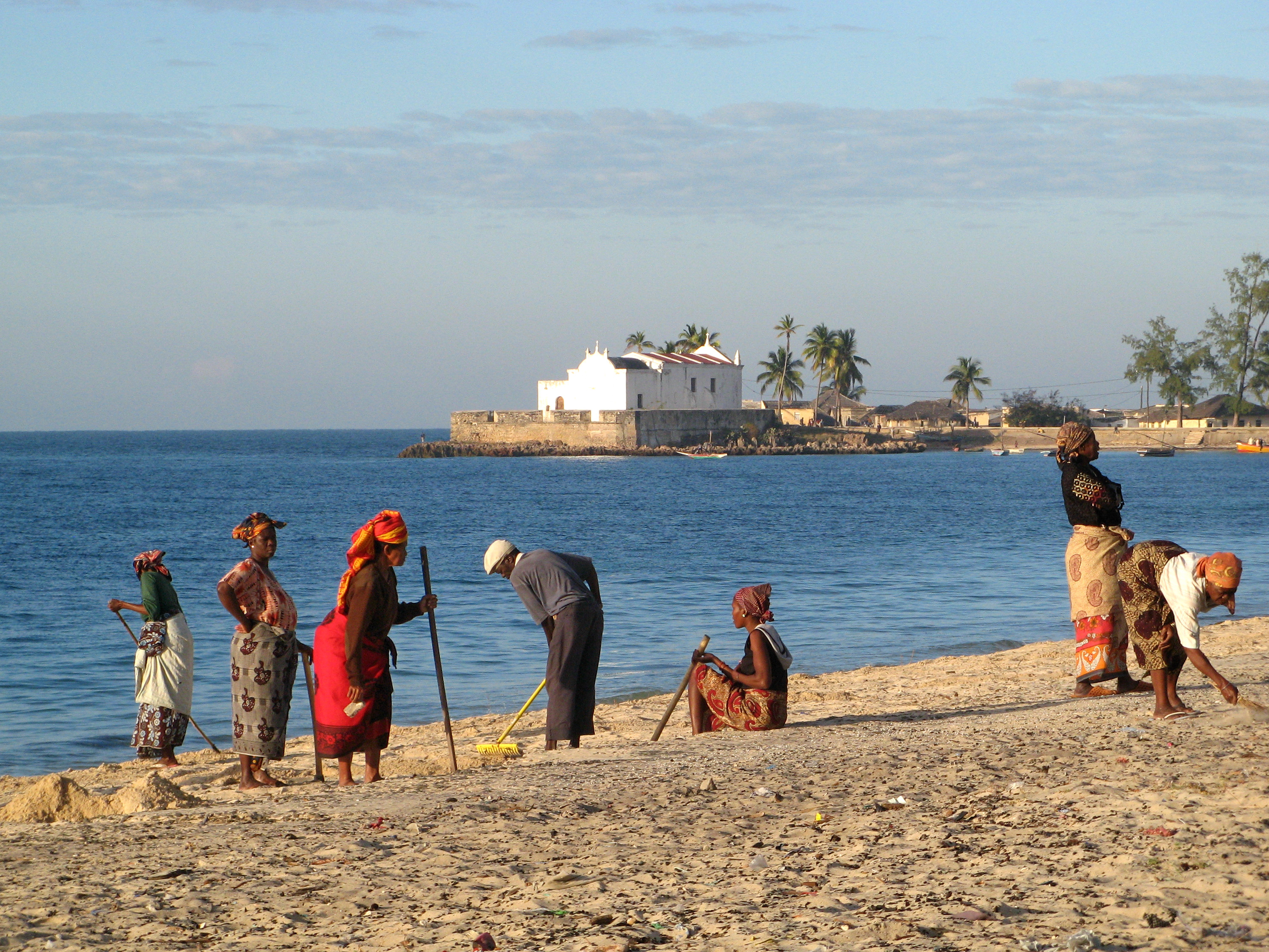
تمیز کردن ساحل
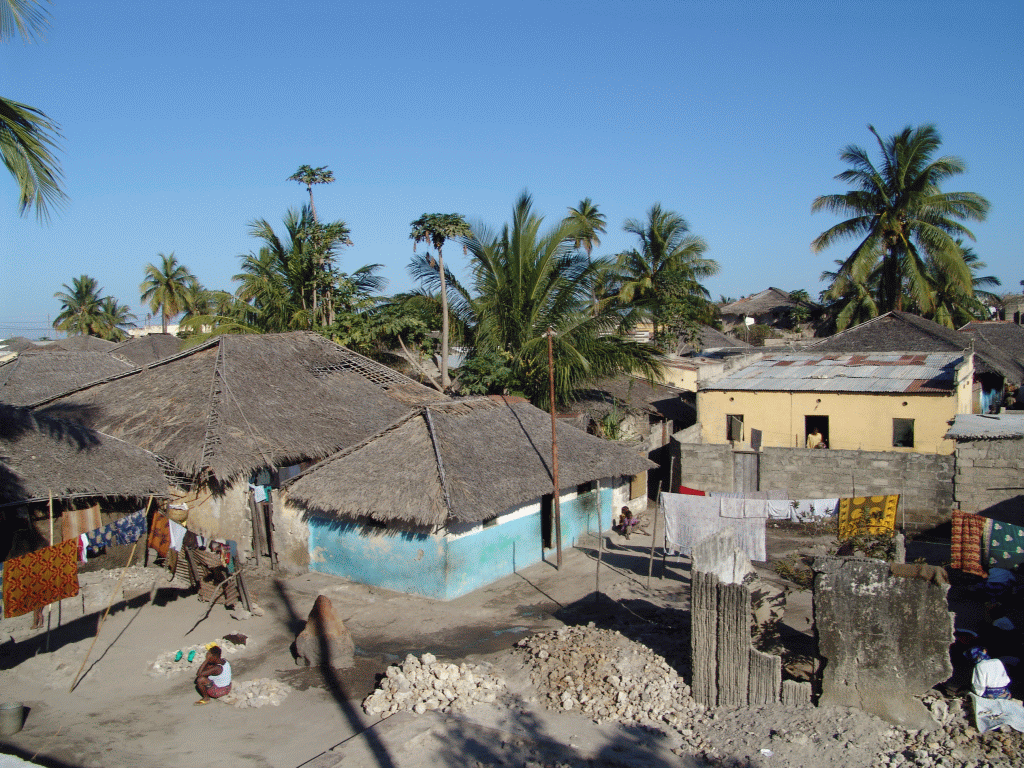
شهرک ماکوتی

 این جزیره همچنین به دو جاذبه توریستی نزدیک است: Chocas Mar، ساحل طولانی حدود ۴۰ کیلومتری شمال ایله دو موکامبیک در خلیج موسوریل و کالاباش.